# Guajará (Amazonas)
Guajará est une municipalité brésilienne de l'État d'Amazonas .